# Grzegorz Kurec
Grzegorz Kurec (ur. 5 maja 1868 w Szypki, gmina Chocieńczyce, zm. 6 marca 1942 w Berlinie) − architekt, przemysłowiec, konstruktor. Założyciel największej - jak na czasy w których żył - fabryki papieru. Od jego imienia pochodzi nazwa Grzegorzewa. Ojciec pilota i kierowcy rajdowego Włodzimierza Kureca.

## Kariera
Był synem białoruskiego rolnika. Od najmłodszych lat przejawiał zainteresowanie mechaniką, pracował jako czeladnik w fabryce wileńskiej. Doświadczenie zdobywał w St. Petersburgu w słynnych Zakładach Putiłowskich.
Po powrocie na Litwę w 1900 roku zaczął pracę jako kierownik w fabryce tektury Drucky-Lubecky Kapenai. Wartym podkreślenia jest fakt, że była to pierwsza i jedyna fabryka tego typu w regionie. 
Dwa lata później został poproszony o współpracę na stanowisku kierowniczym w największej fabryce na Uralu. Pracował tam dwa lata. Po powrocie wydzierżawił Drucky-Lubecky Kapenai i w 1908 roku brał udział przy budowie bardziej nowoczesnej fabryki. 
Po tym przedsięwzięciu, czując się pewnie, mając spore doświadczenie, postanowił otworzyć własną fabrykę. Hrabia Tyszkiewicz poprosił go, by zrekonstruował jego fabrykę, zbudowaną w 1887 roku. 

## Fabryka w Grzegorzewie
Kurec był bardzo precyzyjny, o swoich planach budowy nie powiadamiał nikogo. Wszystko robił bez rozgłosu, jedynie przy udziale bliskiej rodziny. 
Nie zakupił standardowego wyposażenia, znaczną większość maszyn skonstruował sam, stawiając przede wszystkim na wydajność, ale też na zmniejszenie kosztów. Udało mu się to zrobić, fabryka rozpoczęła działalność w 1925 roku. Kilka miesięcy później Kurec postanowił rozbudować ją, by produkować białą tekturę. 
Otwarta została 26 czerwca 1927 roku. Poświęcił ją biskup Kazimierz Mikołaj Michalkiewicz, odwiedził ją w 1928 roku Prezydent Ignacy Mościcki. Fabryka istnieje do dzisiaj pod litewską nazwą Grigiskes. 
W 1939 roku został odznaczony Złotym Krzyżem Zasługi za zasługi na polu pracy zawodowej.